# ماراتة
الماراتة أو سرخس البطاطا (الاسم العلمي:Marattia) (بالإنجليزية: Potato Fern)‏ هي جنس من السراخس يتبع الفصيلة الماراتية من رتبة الماراتيات.
سمي هذا الجنس مارتيا تكريماً لعالم النبات الإيطالي جيوفاني فرنسيسكو ماراتي (بالإنجليزية: Giovanni Francesco Maratti)‏.